# Чарты Heatseekers
Чарты Heatseekers — музыкальный хит-парад, издаваемый с 1993 года журналом Billboard, включающий в себя музыкальные релизы новых исполнителей, ещё не попавших в основные чарты. Top Heatseekers включает чарт альбомов (Heatseekers Albums) и чарт синглов (Heatseekers Songs).

## Heatseekers Albums
Альбомный хит-парад Heatseekers Albums состоит из 50 мест, определяемых на основе анализа данных о продажах альбомов, проведённого при помощи системы Nielsen SoundScan. Когда альбом нового исполнителя попадает в топ-100 чарта Billboard 200 или в топ-10 чартов Top R&B/Hip-Hop Albums, Country Albums, Latin Albums, Christian Albums или Gospel Albums, альбом и последующие работы исполнителя или группы не будут попадать в Heatseekers. Многие успешные новые исполнители не попали в Heatseekers, поскольку сразу же отметились в топ 100 чарта Billboard 200 или других хит-парадах.

## Heatseekers Songs
Heatseekers Songs также состоит из 50 мест, распределение которых определяется на основе данных о продажах, ротации на радио и интернет-скачиваниях. Как и в случае с Heatseekers Albums, песня и дальнейшие работы исполнителя или группы не смогут занимать места в чарте, если показали результат от 50-го места в Billboard Hot 100.